# Caesetius spenceri
Caesetius spenceri är en spindelart som först beskrevs av Pocock 1900.  Caesetius spenceri ingår i släktet Caesetius och familjen Zodariidae. Inga underarter finns listade.